# Bệnh viêm não thể bọt biển ở bò

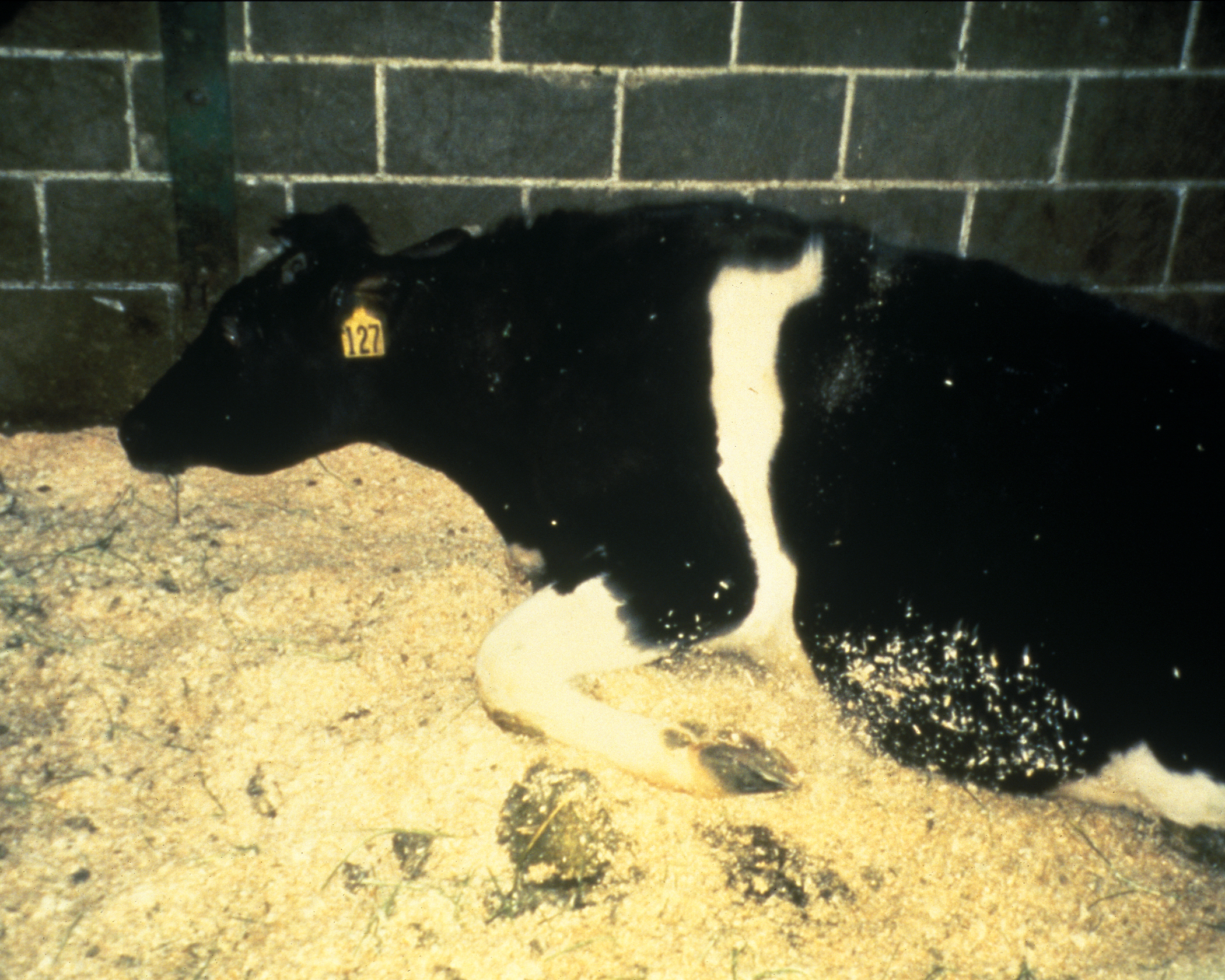
Đặc trưng của bệnh bò điên là con vật không thể đứng được

Bệnh viêm não thể bọt biển ở bò (tiếng Anh là bovine spongiform encephalopathy, viết tắt BSE), thông thường được gọi là bệnh bò điên, bệnh do một protein nhiễm độc prion gây ra làm suy thoái hệ thần kinh và gây chết ở gia súc, với cơ chế lây nhiễm gây sốc các nhà sinh vật học khi nó được khám phá vào cuối thế kỷ 20 và có vẻ như có thể lây nhiễm cho người. Mặc dù số gia súc bị giết không đáng kể so với các bệnh truyền nhiễm gia súc khủng khiếp khác như bệnh lở mồm long móng và rinderpest, bệnh bò điên đã thu hút sự chú ý rộng rãi vì người ta cho rằng bệnh này có thể lây qua người, tuy nhiên chưa chứng minh được là bệnh này có liên hệ với các dạng bệnh Creutzfeldt-Jakob là một loại bệnh viêm não ở người.